# 黑喉缝叶莺
黑喉缝叶莺（学名：Orthotomus atrogularis）为鶲科缝叶莺属的鸟类。该物种的模式产地在马来西亚。

## 亚种
- 黑喉缝叶莺云南亚种（学名：Orthotomus atrogularis nitidus）。在中国大陆，分布于云南等地。该物种的模式产地在缅甸。[2]